# HD113192
HD113192 — хімічно пекулярна зоря спектрального класу A4, що має видиму зоряну величину в смузі V приблизно  7,6.
Вона  розташована на відстані близько 566,2 світлових років від Сонця.